# کامپیوتر پایه
کامپیوتر پایه (Basic Computer) یا کامپیوتر مانو (Mano Machine) یک رایانه ساده است که بر مبنای مینی رایانه معماری پی دی پی-۱۱
(PDP-11) توسط موریس مانو در کتاب معماری سیستم های رایانه‌ای طراحی شده است و برای تدریس معماری رایانه استفاده می‌شود. 

## حافظه
کامپیوتر پایه یک حافظه 16 بیتی با ظرفیت 4 کیلو بایت دارد.

## ثبات های CPU
ثبات اصلی آن AC یا انباره است که یک ثبات 16 بیتی است.